# Empetrichthys latos
Empetrichthys latos är en fiskart som beskrevs av Miller, 1948. Empetrichthys latos ingår i släktet Empetrichthys och familjen Goodeidae.

## Underarter
Arten delas in i följande underarter:
- E. l. latos
- E. l. concavus
- E. l. pahrump